# Psycholula
Psycholula — перший студійний альбом гурту Mad Heads, який був виданий у 1996 році компанією «Rostok Records». 
У 2004 році платівка була перевидана лейблом «COMP Music».

## Пісні
| #   | Назва                                                        | Тривалість |
| --- | ------------------------------------------------------------ | ---------- |
| 1.  | «Never Die» (Ніколи не вмирай)                               | 01:59      |
| 2.  | «Evil People» (Злі люди)                                     | 04:00      |
| 3.  | «N. D. E.» (Околосмертні переживання)                        | 03:09      |
| 4.  | «The Nails» (Цвяхи)                                          | 03:22      |
| 5.  | «Cheap Chick Baby» (Дешеві курча)                            | 02:02      |
| 6.  | «I Wait» (Я чекаю)                                           | 05:27      |
| 7.  | «Rockin' Brain» (Рок-мозок)                                  | 03:28      |
| 8.  | «Ghost» (Привид)                                             | 03:19      |
| 9.  | «Timid Guy» (Боязкий хлопець)                                | 03:36      |
| 10. | «Through The Night» (Через ніч)                              | 03:38      |
| 11. | «Mad Heads Boogie» (Med Heads бугі-вугі)                     | 02:38      |
| 12. | «Twanging, Beating & Shouts» (Бринькотіння, побиття і крики) | 04:26      |
| 13. | «Elephants Run» (Слони біжать)                               | 04:17      |
| 14. | «Welcome» (Ласкаво просимо)                                  | 03:36      |

### Перевидання
Перевидання містить відео-кліп на пісню «Ghost».